# Associated British Foods
Associated British Foods plc – brytyjskie przedsiębiorstwo branży spożywczej, działające na rynku międzynarodowym, zajmujące się produkcją żywności, pasz oraz półproduktów dla przemysłu spożywczego, tekstylnego i papierniczego. Spółka jest również właścicielem sieci handlowej Primark, sprzedającej odzież. Przedsiębiorstwo notowane jest na giełdzie London Stock Exchange. Siedziba Associated British Foods znajduje się w Londynie.
Przedsiębiorstwo założone zostało w 1935 roku pod nazwą Food Investments Ltd., zmienioną w tym samym roku na Allied Bakeries Ltd. Od 1960 roku spółka nosi obecną nazwę, a od 1982 posiada obecną formę prawną (public limited company).
W 2010 roku Associated British Foods prowadziło działalność w 44 państwach, zatrudniając 97 000 pracowników.